# Icla (gemeente)
Icla is een gemeente (municipio) in de Boliviaanse provincie Jaime Zudáñez in het departement Chuquisaca. De gemeente telt naar schatting 7.839 inwoners (2018). De hoofdplaats is Icla.